# Strobilanthes stolonifera
Strobilanthes stolonifera är en akantusväxtart som beskrevs av Raymond Benoist. Strobilanthes stolonifera ingår i släktet Strobilanthes och familjen akantusväxter. Inga underarter finns listade i Catalogue of Life.